# Synsphyronus amplissimus
Synsphyronus amplissimus är en spindeldjursart som beskrevs av Harvey 1987. Synsphyronus amplissimus ingår i släktet Synsphyronus och familjen gammelekklokrypare. Inga underarter finns listade i Catalogue of Life.